# Міа Малкова
Мія Малкова (англ. Mia Malkova, нар. 1 липня 1992) — американська порноакторка та еротична модель.

## Біографія
Малкова прийшла в порноіндустрію у 2012 році, куди її запросила шкільна подруга Наташа Малкова. Її представляє агентство Matrix Models. Вона вибрала російський псевдонім, щоб здаватися європейською супермоделлю.
Популярність прийшла після зйомок у фільмах студії Reality Kings. 
У грудні 2012 року її назвали «Twistys Treat of the Month», а у 2013 році «Twistys Treat of the Year».
У червні 2014 року виробник секс-іграшок Doc Johnson оголосив про випуск нової іграшки, форма якої повторює зліпок геніталій Малкової.
У Мії є брат, який також працює в порноіндустрії під ім'ям Джастін Гант. 
20 липня 2014 року Малкова одружилася з порноактором Денні Маунтіном.
У жовтні 2016 року Міа стала «Кицькою місяця» журналу Penthouse.

## Нагороди та номінації
| Рік              | Нагорода         | Результат                                                                         | Категорія                                                                                          | Фільм                               |
| ---------------- | ---------------- | --------------------------------------------------------------------------------- | -------------------------------------------------------------------------------------------------- | ----------------------------------- |
| 2013             |                  |                                                                                   | |                                     |
| Dirty Dozen      | Перемога         | We Want To See A Lot More Of                                                      | Н/Д                                                                                                |                                     |
| Galaxy Award     | Перемога         | Найкраща Ч/Ж сцена (разом з Джонні Кастлом)                                       | My Dad's Hot Girlfriend 18                                                                         |                                     |
| NightMoves Award | Номінація        | Найкраща старлетка                                                                | Н/Д                                                                                                |                                     |
| Sex Award        | Номінація        | Найгарячіша дівчина (фіналіст)                                                    | Н/Д                                                                                                |                                     |
| 2014             | AVN Award        |                                                                                   | |                                     |
| 2014             | AVN Award        | Перемога                                                                          | Найкраща лесбійська групова сцена (разом з Грейсі Глем і Рейвен Рокетт)                            | Meow 3                              |
| 2014             | AVN Award        | Номінація                                                                         | Лучшая сцена секса парень/девушка (разом з Мануэлем Феррарой)                                      | Cuties 4                            |
| 2014             | AVN Award        | Номінація                                                                         | Лучшая лесбийская сцена (разом з Джесси Эндрюс)                                                    | Girl Crush 3                        |
| 2014             | AVN Award        | Перемога                                                                          | Лучшая новая старлетка                                                                             | Н/Д                                 |
| 2014             | AVN Award        | Номінація                                                                         | Лучшая оральная сцена                                                                              | Swallow This 30                     |
| 2014             | AVN Award        | Номінація                                                                         | Лучшая сцена соло                                                                                  | All Natural: Glamour Solos 3        |
| 2014             | AVN Award        | Номінація                                                                         | Лучшая сцена триолизма (Д/П/П) (разом з Міком Блу і Рамоном Номаром)                               | Mia                                 |
| 2014             | XBIZ Award       |                                                                                   | |                                     |
| 2014             | Номінація        | Лучшая нова старлетка                                                             | Н/Д                                                                                                |                                     |
| 2014             | Номінація        | Лучшая сцена секса — только девушки (разом з Маленою Морган)                      | We Live Together.com 29                                                                            |                                     |
| 2014             | Номінація        | Лучшая сцена — короткометражний реліз (разом з Денні Маунтіном)                   | Eternal Passion                                                                                    |                                     |
| 2014             | XRCO Award       |                                                                                   | |                                     |
| 2014             | Перемога         | Кремовая мечта року                                                               | Н/Д                                                                                                |                                     |
| 2014             | Номінація        | Новая старлетка года                                                              | Н/Д                                                                                                |                                     |
| 2015             | AVN Award        |                                                                                   | |                                     |
| 2015             | AVN Award        | Номінація                                                                         | Fan Award: Favorite Female Porn Star                                                               | Н/Д                                 |
| 2015             | AVN Award        | Номінація                                                                         | Fan Award: Hottest Ass                                                                             | Н/Д                                 |
| 2015             | NightMoves Award | Номінація                                                                         | Лучшее тело                                                                                        | Н/Д                                 |
| 2016             | AVN Award        |                                                                                   | |                                     |
| 2016             | AVN Award        | Номінація                                                                         | Лучшая лесбийская сцена (разом з Кенною Джеймс)                                                    | Mia Loves Girls                     |
| 2016             | AVN Award        | Номінація                                                                         | Лучшая оральная сцена (разом з Айден Ешлі)                                                         | Peter Pan XXX: An Axel Braun Parody |
| 2016             | AVN Award        | Номінація                                                                         | Лучшая сцена секса в фильме иностранного производства (разом з Денні Ді, Жасмін Джей та Тіною Кей) | League of Frankenstein              |
| 2016             | AVN Award        | Номінація                                                                         | Fan Award: Favorite Female Porn Star                                                               | Н/Д                                 |
| 2016             | AVN Award        | Номінація                                                                         | Fan Award: Most Epic Ass                                                                           | Н/Д                                 |
| 2016             | AVN Award        | Номінація                                                                         | Фанатская награда: Соціальна медіа-звезда                                                          | Н/Д                                 |
| 2016             | XBIZ Award       |                                                                                   | |                                     |
| 2016             | Номінація        | Лучшая сцена — гонзо (разом з Денні Маунтіном)                                    | Ass Worship 16                                                                                     |                                     |
| 2016             | Номінація        | Лесбийская исполнительница року                                                   | Н/Д                                                                                                |                                     |
| 2017             | AVN Award        |                                                                                   | |                                     |
| 2017             | AVN Award        | Номінація                                                                         | Лучшая лесбийская групповая сцена (разом з Медісон Айві та Ніколь Еністон)                         | Tasty Treats                        |
| 2017             | AVN Award        | Номінація                                                                         | Best Solo/Tease Performance                                                                        | Mia                                 |
| 2017             | AVN Award        | Номінація                                                                         | Лучшая сцена триолизма (Д/Д/П) (разом з Міком Блу та Стейсі Карр)                                  | Mia                                 |
| 2017             | XBIZ Award       |                                                                                   | |                                     |
| 2017             | Номінація        | Найкраща акторка — пари                                                           | Switch                                                                                             |                                     |
| 2017             | Перемога         | Найкраща акторка — повнометражний фільм                                           | Preacher's Daughter                                                                                |                                     |
| 2017             | Номінація        | Найкраща сцена — повнометражний реліз (разом з Блер Вільямс)                      | Preacher's Daughter                                                                                |                                     |
| 2017             | Номінація        | Лучшая сцена сексу — пари (разом з Аннікою Елбрайт, Денні Маунтіном та Міком Блу) | Open Couples                                                                                       |                                     |